# Tatiana Trouvé
Tatiana Trouvé (Cosenza, Italia, 1968) es una escultora italiana, creadora de arte visual contemporáneo. Ha pasado parte de su vida en Senegal, Holanda y el sur de Francia. En la actualidad reside en París.

## Obra
Trouvé realiza esculturas dibujos e instalaciones artísticas muchas de las cuales incorporan intervenciones arquitectónicas Una de sus obras más conocidas es el proyecto expansivo titulado Bureau d’Activités Implicites (o Oficina de actividades implícitas) que fue creado durante un periodo de diez años. Esta obra que adoptó la forma de un ambiente de oficina improvisado sirvió como almacén y archivo del trabajo de la artista, cuando aun era desconocida en el mundo del arte. Mediante la creación de módulos arquitectónicos, construyó un espacio administrativo donde exponer sus esfuerzos creativos. En 2009, durante una entrevista, Trouvé declaró que el tiempo era el nuevo tema presente en la esencia de todo su trabajo. Según la crítica de arte Roberta Smith — su trabajo sintetiza un amplio abanico de fuentes, que incluyen a Richard Artschwager, Reinhard Mucha, Ange Leccia, Eva Hesse, y Damien Hirst.
En 2001 Trouvé ganó el premio Paul Ricard y en 2007 se le concedió el premio Marcel Duchamp. En 2008 la escritora francesa, crítica de arte y comisario de arte Catherine Millet realizó una obra monográfica sobre Trouvé que fue publicada por Walther König.

## Exposiciones
Trouvé realizó su primera exposición en solitario en el año 2000. En 2007 participó en la edición número 52 de la Bienal de Venecia. Entre sus exposiciones recientes se incluyen: "Double Bind," Palais de Tokyo, Paris (2007); "4 between 3 and 2," Centre Georges Pompidou, Paris (2008); "A Stay Between Enclosure and Space," Migros Museum, Zürich (2009–10); y "Il Grande Ritratto," Kunsthaus Graz, Austria (2010).

## Colecciones
Entre las colecciones de arte públicas y privadas que incluyen obras de Trouvé destacan:  Centre Georges Pompidou, Paris; Musée d'Art Moderne de la Ville de Paris; MAMCO, Ginebra; François Pinault Foundation, Venice; Fondation Louis Vuitton, Paris; Migros Museum, Zürich; y FWA, Foundation for Women Artists, Amberes, Bélgica.